# Europese aanbeveling
Een Europese aanbeveling is een rechtshandeling van de Europese Unie. De aanbeveling kent haar oorsprong in artikel 288 van het Verdrag betreffende de werking van de Europese Unie.
Kenmerkend voor de aanbeveling is dat zij als juridisch instrument niet verbindend is.
De aanbeveling wordt onderhandeld en aangenomen volgens de voorgeschreven procedure. Zij verschilt van de verordening, de richtlijn en het besluit door de afwezigheid van bindende kracht. Toch hebben aanbevelingen een verregaande politieke draagwijdte. Zij hebben voornamelijk een onrechtstreeks effect aangezien zij de voorbereiding van bindende wetgeving in de Lidstaten vaak voorafgaan.